# Sólbjørg Jakobsen
Sólbjørg Jakobsen (født 8. august 1991 i Thorshavn) er en dansk-færøsk politiker. Hun blev som folketingskandidat for Liberal Alliance valgt ind ved Folketingsvalget 2022. Hun overtog posten som Liberal Alliances politiske ordfører fra partiformand Alex Vanopslagh i august 2023.
Jakobsen er født i Thorshavn i 1991. Hun studerede til cand.jur. på Aalborg Universitet fra 2011 til 2016. Hun har bopæl i Vestbjerg ved Aalborg, samboende kæreste og to børn.
Jakobsen var opstillet for partiet Venstre til kommunalvalget 2017 hvor hun fik 425 stemmer. Ved kommunalvalget 2021 øgede hun sit stemmetal til 731, men var da opstillet for Liberal Alliance.
I samme ombæringen var hun opstillet ved regionsrådsvalget 2021 og fik 445 stemmer.
I 2019 blev Jakobsen opstillet som spidskandidat, og ved Folketingsvalget 2022 fik hun 4.421 personlige stemmer i Nordjyllands Storkreds og vandt partiets eneste mandat i storkredsen.
For Liberal Alliance blev Jakobsen beskæftigelsesordfører, færøerneordfører og ligestillingsordfører i Folketinget efter Folketingsvalget 2022.